# Pterocaulon
 Pterocaulon   Elliott, 1823 è un genere di piante angiosperme dicotiledoni della famiglia delle Asteraceae, sottofamiglia Asteroideae, tribù Inuleae e sottotribù Plucheinae.

## Etimologia
Il nome del genere deriva da alcune parole greche "pteron" (= ala) e "kaulos" (= stelo) e significa "con steli alati" con basi fogliari decorrenti.
Il nome scientifico del genere è stato definito dal botanico Stephen Elliott (1771-1830) nella pubblicazione " A Sketch of the Botany of South-Carolina and Georgia.Charleston, S.C." ( Sketch Bot. S. Carolina [Elliott] 2: 323) del 1823.

## Descrizione

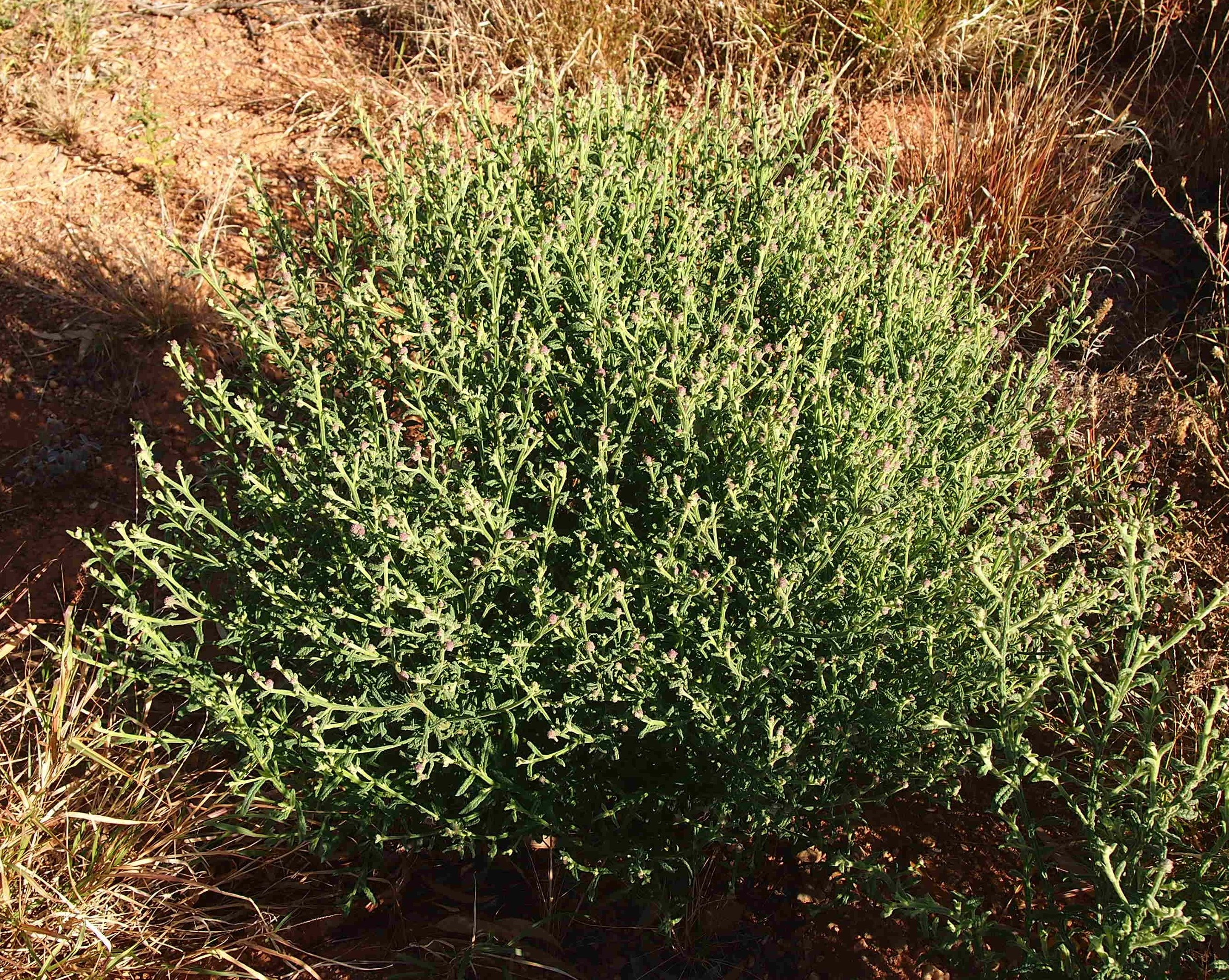
Il portamento
Pterocaulon sphacelatum

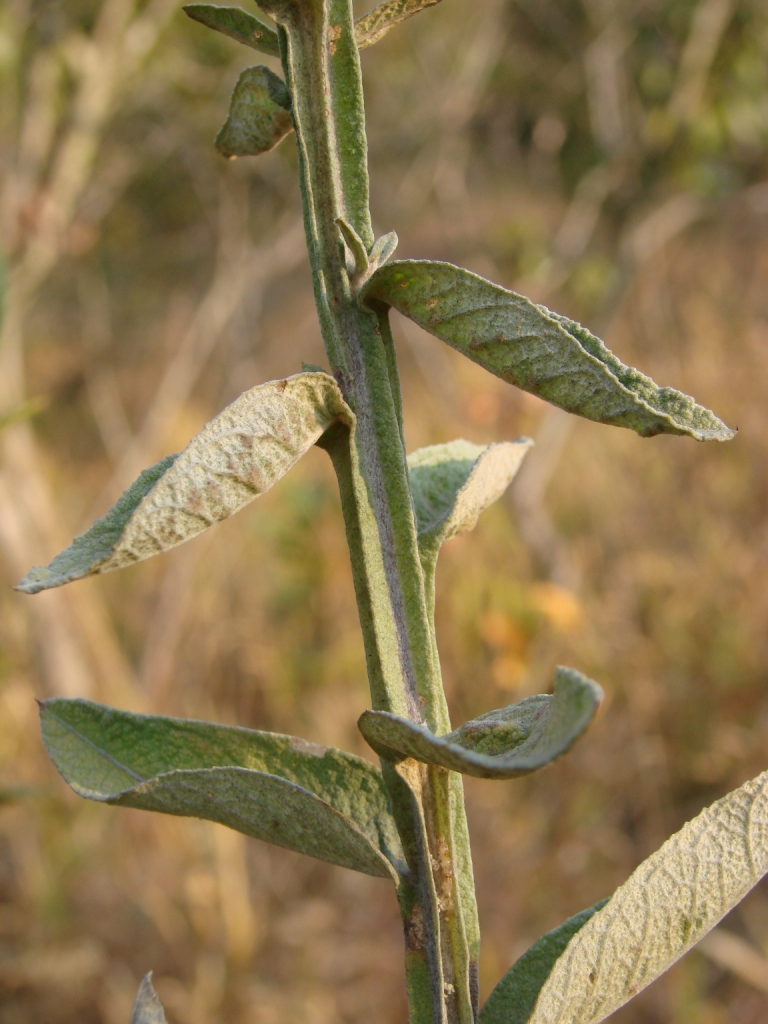
Le foglie
Pterocaulon rugosum

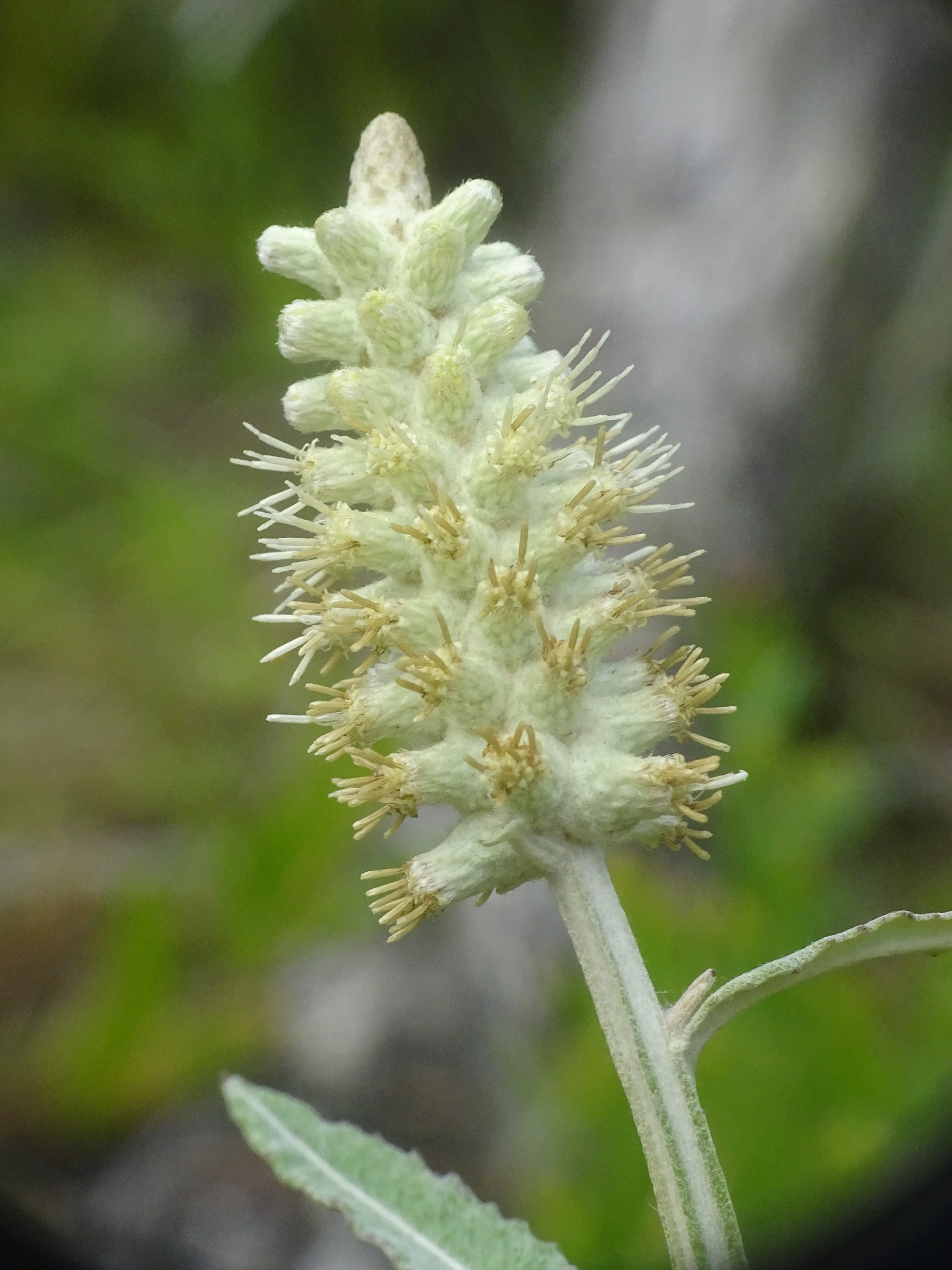
Infiorescenza
Pterocaulon pycnostachyum

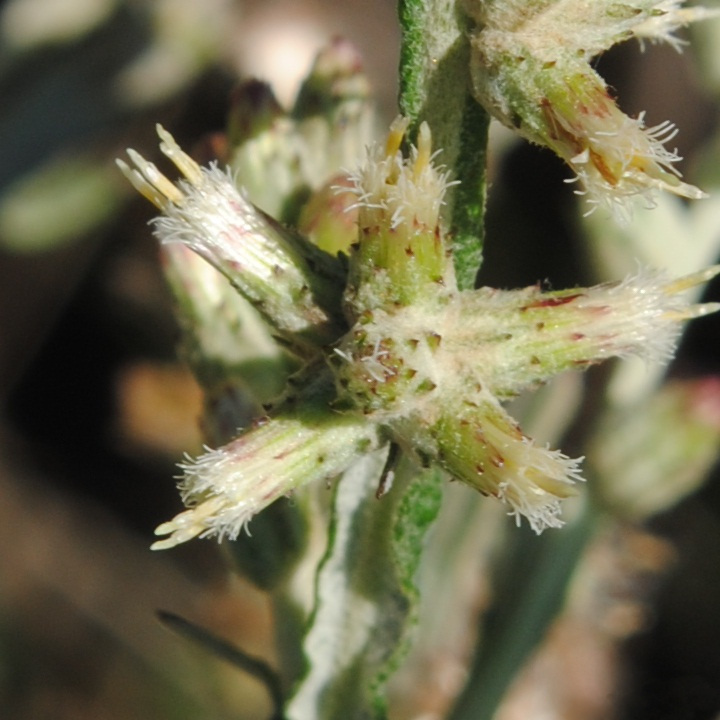
I fiori
Pterocaulon cordobense

Portamento. Le specie di questo genere sono delle erbe perenni.
Fusto. La parte sotterranea del fusto consiste prevalentemente in rizomi allungati. La parte aerea del fusto in genere è sprovvista di condotti di resina. Generalmente il floema è privo di strati fibrosi; inoltre sono assenti i tessuti latticiferi. Gli internodi sono alati (da basi fogliari decorrenti). Le superfici sono lanose-tomentose e/o ghiandolari. Altezza media: 20-150 cm.
Foglie. Le foglie lungo il caule sono disposte in modo alternato; sono inoltre sessili. La lamina è semplice con forme lineari-ellittiche o obovate e con bordi da seghettati a dentati; sono inoltre lungamente decorrenti-alate. Le facce abassiali sono densamente biancastre-tomentose (pubescenti o glabrescenti), quelle adassiali sono verdi, glabre o glabrescenti; entrambe le facce sono solitamente stipitate- o sessili-ghiandolari.
Infiorescenza. Le infiorescenze sono formate da capolini in formazioni di spighe o densi glomeruli allungati. I capolini eterogami sono di tipo disciforme sessile. I capolini sono formati da un involucro composto da brattee disposte in modo embricato al cui interno un ricettacolo fa da base ai fiori ligulati periferici o fiori del raggio (qui assenti) e ai fiori tubulosi quelli centrali o del disco. L'involucro può avere forme da cilindro-campanulate a campanulate. Le brattee sono disposte generalmente su 4-6 righe; hanno consistenza erbacea o cartilaginea, ma senza margini ialini; gli stereomi non sono divisi. Il ricettacolo piatto è sprovvisto di pagliette (a protezione della base dei fiori). Diametro dell'involucro: 2-3 mm.
Fiori.  I fiori sono tetra-ciclici (formati cioè da 4 verticilli: calice – corolla – androceo – gineceo) e pentameri (calice e corolla formati da 5 elementi). Si distinguono in:
- fiori del raggio (esterni): sono assenti;
- fiori del disco (centrali): sono da 2 a 15 con forme brevemente tubulose (attinomorfe); sono ermafroditi. Quelli più esterni disposti su 1-3 righe sono femminili.

- Formula fiorale:

*/x K {\displaystyle \infty }, [C (5), A (5)], G 2 (infero), achenio
- Calice: i sepali del calice sono ridotti ad una coroncina di squame.

- Corolla: (solo fiori del disco) la forma è tubulare bruscamente divaricata in 5 lobi filiformi; il colore è porpora (giallastro per i fiori più esterni).

- Androceo: l'androceo è formato da 5 stami sorretti da filamenti generalmente liberi; gli stami sono connati e formano un manicotto circondante lo stilo; le teche (produttrici del polline) sono troncate e non sono speronate. La base delle antere è codata. Il tessuto dell'endotecio è a forma radiata. Le cellule del collare dei filamenti sono piatte o di tipo mammelloso.

- Gineceo: il gineceo ha un ovario uniloculare infero formato da due carpelli.[6] Lo stilo è unico e con due stigmi nella parte apicale. Gli stigmi spesso sono provvisti di peli acuti che terminano sopra la biforcazione senza raggiungerla. Le superfici stigmatiche confluiscono all'apice, mentre alla base sono separate in due distinte linee (lignee stigmatiche marginali[8]). Il polline è spinuloso.

Frutti.  I frutti sono degli acheni con pappo. Gli acheni, con forme da cilindriche ad affusolate, in genere sono pelosi.  Possono essere compressi e angolati. Il pappo è formato setole capillari barbate libere disposte in una o più righe. Ogni setola ha alcuni denti patenti.

## Biologia
Impollinazione: l'impollinazione avviene tramite insetti (impollinazione entomogama tramite farfalle diurne e notturne).

Riproduzione: la fecondazione avviene fondamentalmente tramite l'impollinazione dei fiori (vedi sopra).

Dispersione: i semi (gli acheni) cadendo a terra sono successivamente dispersi soprattutto da insetti tipo formiche (disseminazione mirmecoria). In questo tipo di piante avviene anche un altro tipo di dispersione: zoocoria. Infatti gli uncini delle brattee dell'involucro (se presenti) si agganciano ai peli degli animali di passaggio disperdendo così anche su lunghe distanze i semi della pianta. Inoltre per merito del pappo (se presente) il vento può trasportare i semi anche a distanza di alcuni chilometri (disseminazione anemocora).

## Distribuzione e habitat
Le specie di questo genere sono distribuite in America, India, Asia orientale e Australia.

## Sistematica
La famiglia di appartenenza di questa voce (Asteraceae o Compositae, nomen conservandum) probabilmente originaria del Sud America, è la più numerosa del mondo vegetale, comprende oltre 23.000 specie distribuite su 1.535 generi, oppure 22.750 specie e 1.530 generi secondo altre fonti (una delle checklist più aggiornata elenca fino a 1.679 generi). La famiglia attualmente (2021) è divisa in 16 sottofamiglie; la sottofamiglia Asteroideae è una di queste e rappresenta l'evoluzione più recente di tutta la famiglia.

### Filogenesi
La tribù Inuleae (comprendente le Inulinae) è una delle 21 tribù della sottofamiglia Asteroideae). Da un punto di vista filogenetico, la tribù Inuleae, all'interno della sottofamiglia, fa parte del gruppo "Helianthodae". La sottotribù Plucheinae  è caratterizzata da corolle con varie tonalità di rosa, malva o porpora, con stigmi ricoperti di peli acuti, ma senza la caratteristica di avere dei grandi cristalli di ossalato nelle cellule dell'epidermide dell'achenio.
La sottotribù è divisa in vari subcladi. Il genere di questa voce appartiene ad un clade interno del Nuovo Mondo (con poche specie nell'areale australiano e asiatico), caratterizzato da capolini eterogami e fiori femminili filiformi.
I caratteri distintivi del genere (oltre a quelli citati sopra) sono:
- il pappo è formato da setole capillari;
- le sinflorescenze sono delle spighe oppure hanno delle forme sferiche.

Il numero cromosomico delle specie di questo genere è: 2n = 20.

### Elenco delle specie
Questo genere ha 26 specie:
- Pterocaulon alopecuroides (Lam.) DC.
- Pterocaulon angustifolium DC.
- Pterocaulon balansae Chodat
- Pterocaulon brachyanthum A.R.Bean
- Pterocaulon ciliosum A.R.Bean
- Pterocaulon cordobense Kuntze
- Pterocaulon discolor A.R.Bean
- Pterocaulon globuliferus W.Fitzg.
- Pterocaulon intermedium (DC.) A.R.Bean
- Pterocaulon lanatum Kuntze
- Pterocaulon lorentzii Malme
- Pterocaulon niveum Cabrera & A.M.Ragonese
- Pterocaulon paradoxum A.R.Bean
- Pterocaulon polypterum (DC.) Cabrera
- Pterocaulon polystachyum DC.
- Pterocaulon purpurascens Malme
- Pterocaulon pycnostachyum Elliott
- Pterocaulon redolens (Willd.) Fern.-Vill.
- Pterocaulon rugosum Malme
- Pterocaulon serrulatum Guillaumin
- Pterocaulon sphacelatum (Labill.) Benth. & Hook.f. ex F.Muell.
- Pterocaulon sphaeranthoides (DC.) Benth. & Hook.f. ex F.Muell.
- Pterocaulon tricholobum A.R.Bean
- Pterocaulon verbascifolium F.Muell.
- Pterocaulon virgatum (L.) DC.
- Pterocaulon xenicum A.R.Bean

### Sinonimi
Sono elencati alcuni sinonimi per questa entità:
- Chlaenobolus Cass.
- Monenteles Labill.